# Cilindro ruotante

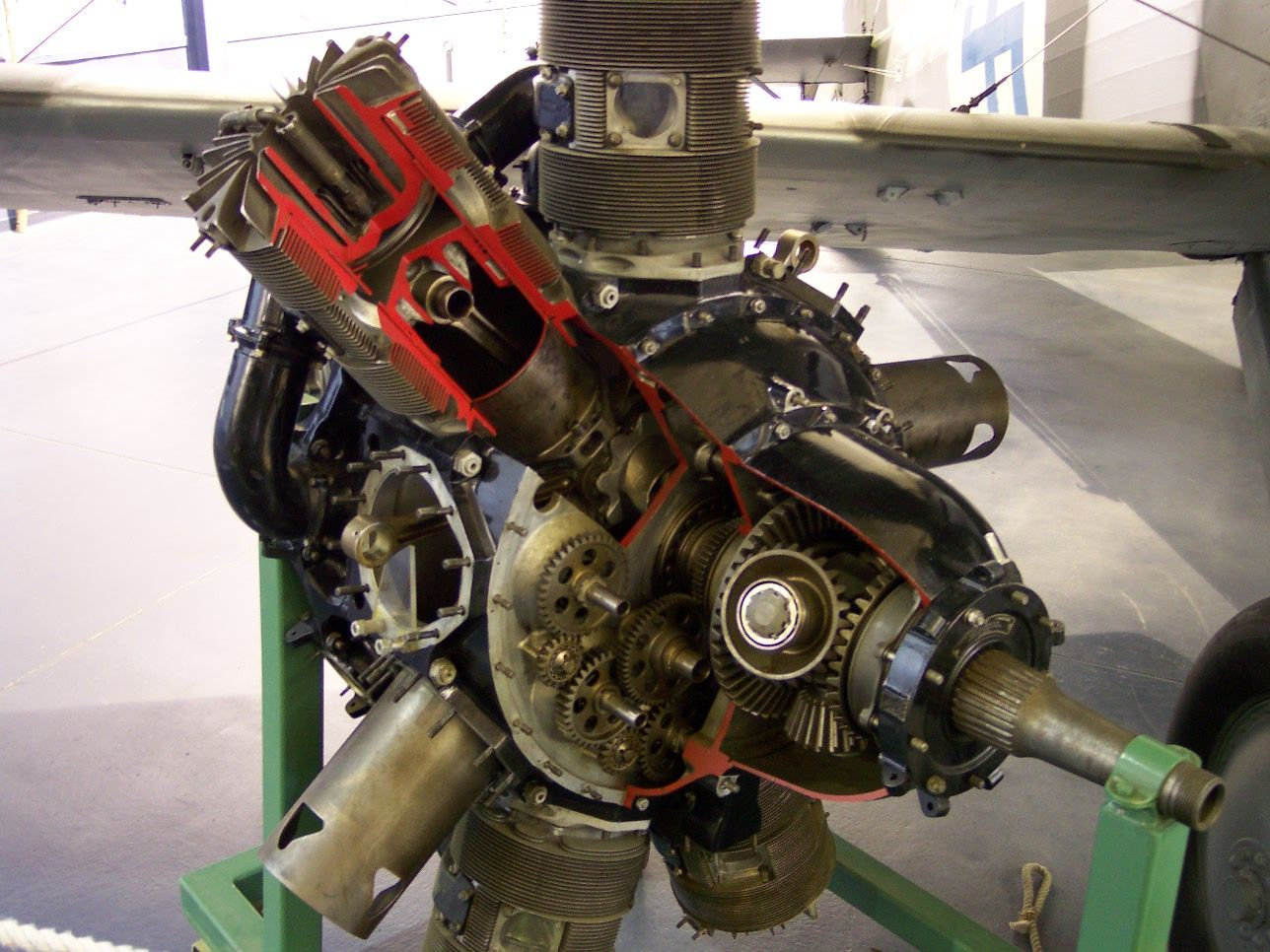
Motore RCV

Il cilindro ruotante, o in inglese Rotating Cylinder Valves (RCV) è un particolare tipo di distribuzione utilizzata sui motori a quattro tempi negli anni trenta e quaranta e che sta ritornando in voga. Tale tipo di distribuzione presenta spiccate analogie con quella a cono rotante brevettata fin dagli anni Venti dall'ingegnere milanese Silvio Barison, adottata sulle vetture che produsse nella sua fabbrica di Livorno.

## Tecnica costruttiva

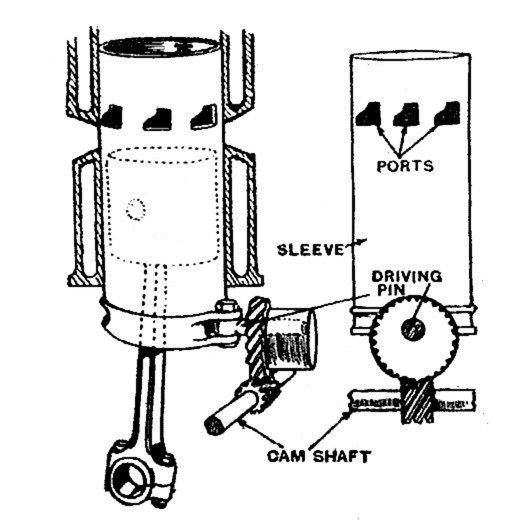
Motore RCV

Questo sistema non utilizza le solite valvole a fungo e gli alberi a camme, ma utilizza una valvola a fodero (cilindro ruotante), la quale ruota dentro ad un secondo cilindro, il quale è esterno ed ha il compito d'integrare la funzione della valvola e il raffreddamento del motore. La rotazione della valvola a fodero fa aprire a seconda della sua posizione le varie luci d'aspirazione o di scarico. In pratica questo sistema altro non è che una camicia rotante (con velocità angolare proporzionale al regime di rotazione del motore) intorno al proprio asse.
Questa valvola (cilindro), che costituisce il cuore di questo sistema, è governata nel suo ruotare da un ingranaggio, che fa presa su tale valvola tramite dei normali denti d'ingranaggio presenti sul fondo di essa, cioè verso il basamento. Quest'ingranaggio viene mosso direttamente dall'albero motore.
Le caratteristiche costruttive di tale motore lo rendono confrontabile con un motore classico a 2 valvole cilindro, questo perché la grandezza delle luci della valvola e del cilindro devono avere delle posizioni e dimensioni precise, del tutto paragonabili a quelle presenti sui normali motori a 2 valvole.

### Variazioni

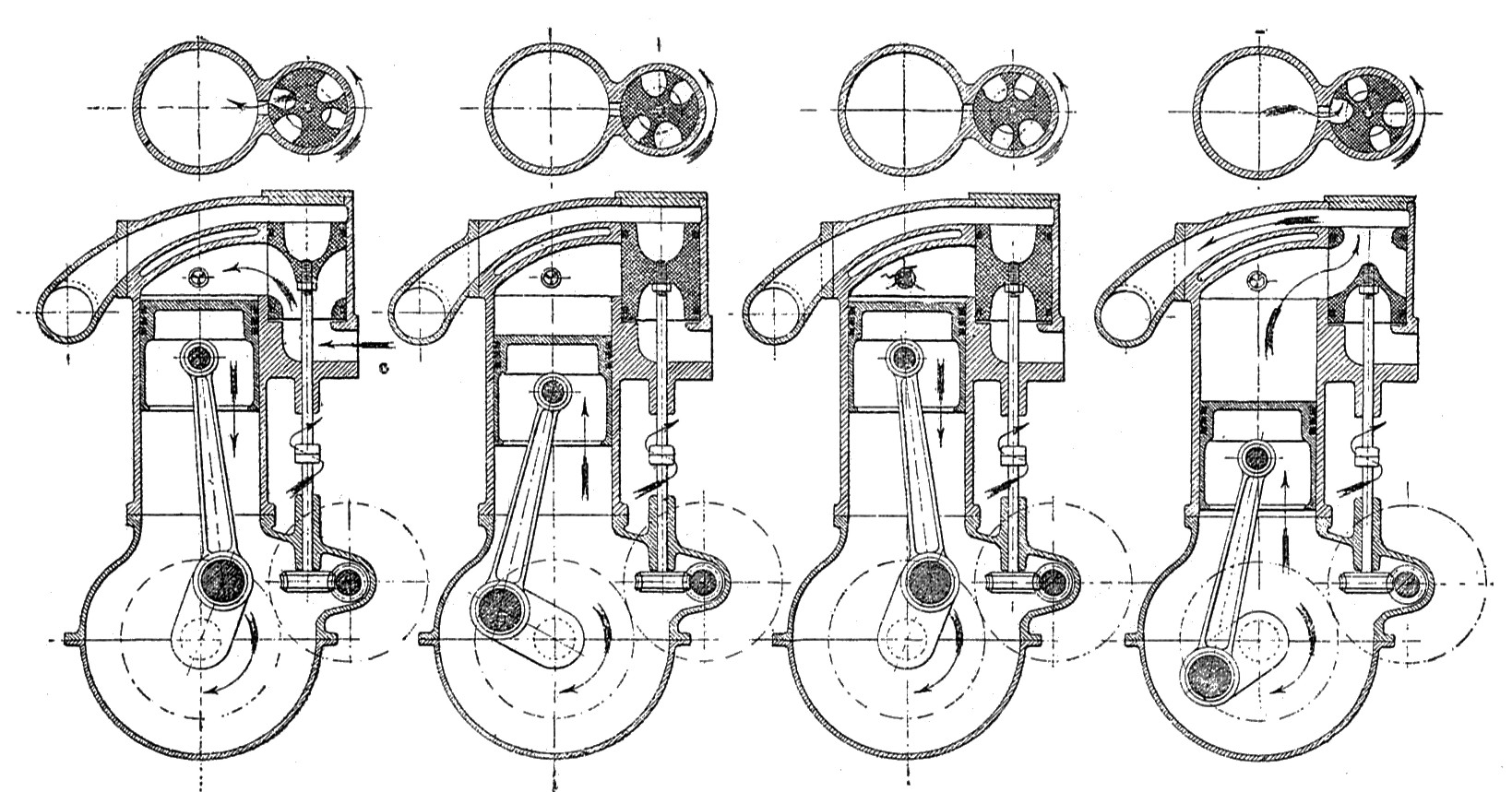
Motore RCV con manicotto a valvola ruotante

In passato per rendere ancora più semplice e affidabile tale motore, anche se a discapito di alcuni suoi vantaggi, si sono visti:
- Manicotto a valvola ruotante il manicotto è in realtà una valvola posta lateralmente al cilindro, che apre le diverse luci e canali, determinando le diverse fasi
- Motori con il manicotto posizionato sulla testata, in modo che il pistone non vada a gravare su questa valvola ma solo sul cilindro;
- Testa motore completamente ruotante, ma il sistema risultava meno efficace del precedente e quindi era scarsamente utilizzato.

## Vantaggi
Esistono varie motivazioni per utilizzare questo sistema:
- Minore peso rispetto a qualsiasi altro sistema
- Minore volume d'ingombro rispetto a qualsiasi altro sistema
- Minori componenti e parti in movimento
- Minori vibrazioni
- Libertà totale della forma della camera di combustione
- Libertà totale della forma del cielo del pistone
- Libertà totale della posizione della candela
- Maggiore affidabilità
- Ridotto assorbimento di potenza rispetto alle distribuzioni con valvole a fungo
- Non necessita di punteria

## Svantaggi
- Elevato consumo d'olio
- Valvola (cilindro) rotante difficile da progettare
- Tenuta dei gas minore rispetto alle valvole a fungo